# 中国科学院武汉物理与数学研究所
中国科学院武汉物理与数学研究所是中华人民共和国的一所研究机构，位于湖北省武汉市。1996年由中国科学院武汉物理研究所与中国科学院武汉数学物理研究所合并组建而成。